# 薇爾蘭特·巴列奧洛加
薇爾蘭特·巴列奧洛加（義大利語：Violante Paleologa，1318年6月—1342年12月24日），薩伏依伯爵夫人，蒙費拉托侯爵提歐多洛一世的女兒。

## 家庭
1330年，薇爾蘭特與薩伏依伯爵埃莫恩結婚，兩人共有1子1女：
1. 阿梅迪奧（1334年—1383年），薩伏依伯爵
2. 比安卡（1337年—1387年），吉安·加萊亞佐·維斯孔蒂的母親